# مجمع‌الجزایر شمالگانی

مجمع‌الجزایر شمالگانی.

مجمع‌الجزایر شمالگانی (Arctic Archipelago) یا مجمع‌الجزایر قطبی کانادا گروهی از جزایر هستند که در شمال خاک اصلی منطقه شمال کانادا واقع شده‌اند. مجمع‌الجزایر شمالگانی در منتهی‌الیه شمالی قاره آمریکا واقع شده و این جزایر که تعدادشان ۳۶٬۵۶۳ جزیره است جمعاً ۱٬۴۲۴٬۵۰۰ کیلومتر مربع (۵۵۰ هزار مایل مربع) مساحت دارند. مجمع‌الجزایر شمالگانی کانادا از نظر تقسیمات کشوری جزئی از نواحی شمال غرب و نوناووت هستند. در سمت باختر مجمع‌الجزایر قطبی کانادا، اقیانوس منجمد شمالی، در خاور آن گرینلند، خلیج بافین و تنگه دیویس قرار گرفته‌است. مجمع‌الجزایر شمالگانی از سوی جنوب به خلیج هادسون و خشکی اصلی کانادا محصور می‌گردند.
جزایر السمیر، ویکتوریا و بافین که به این مجمع‌الجزایر تعلق دارند از بزرگ‌ترین جزیره‌ها در جهان هستند. بزرگ‌ترین گروه جزایر در مجمع‌الجزایر شمالگانی، جزایر ملکه الیزابت هستند. این مجمع‌الجزایر نشان‌دهندهٔ برخی از تغییرات آب‌وهوایی و به ویژه تأثیرات گرم شدن زمین هستند. برخی تخمین‌ها امروزی با کمک رایانه نشان داده که ذوب‌شدن یخ‌ها در آنجا به میزان ۳٫۵ سانتیمتر (۱٫۴ اینچ) می‌تواند به افزایش سطح دریا تا سال ۲۱۰۰ منجر شود. اختلاف نظرها در رابطه با وضعیت آبراهه‌های میان برخی از این جزایر باعث نگرانی کانادا در زمینهٔ اجرای مواردی همچون امنیت ملی، محیط زیست و حاکمیت ملی شده‌است به‌طور مثال، جزیرهٔ هانس در میان این مجمع‌الجزایر مورد مناقشه دو کشور دانمارک و کانادا است.

## نگارخانه

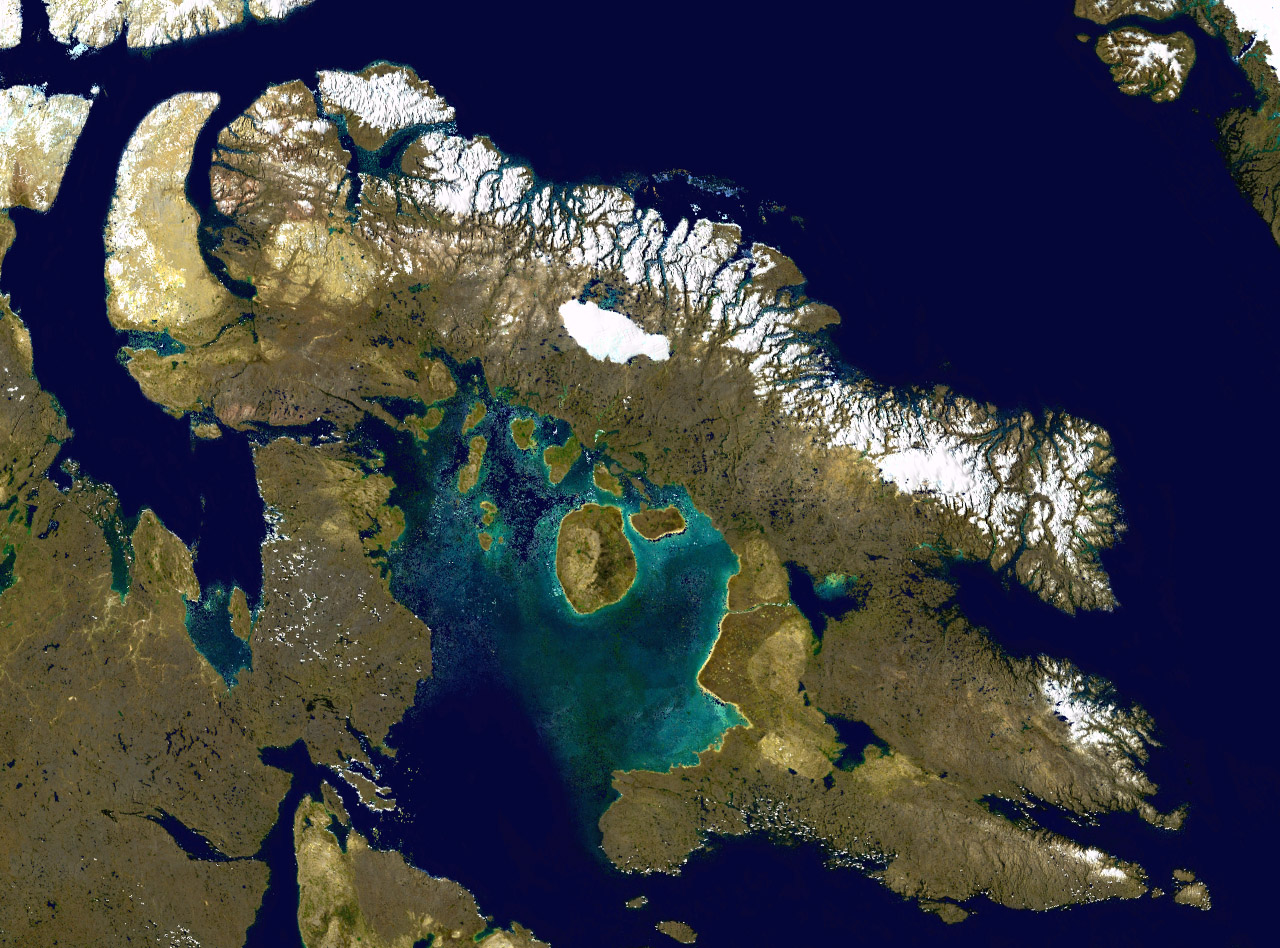
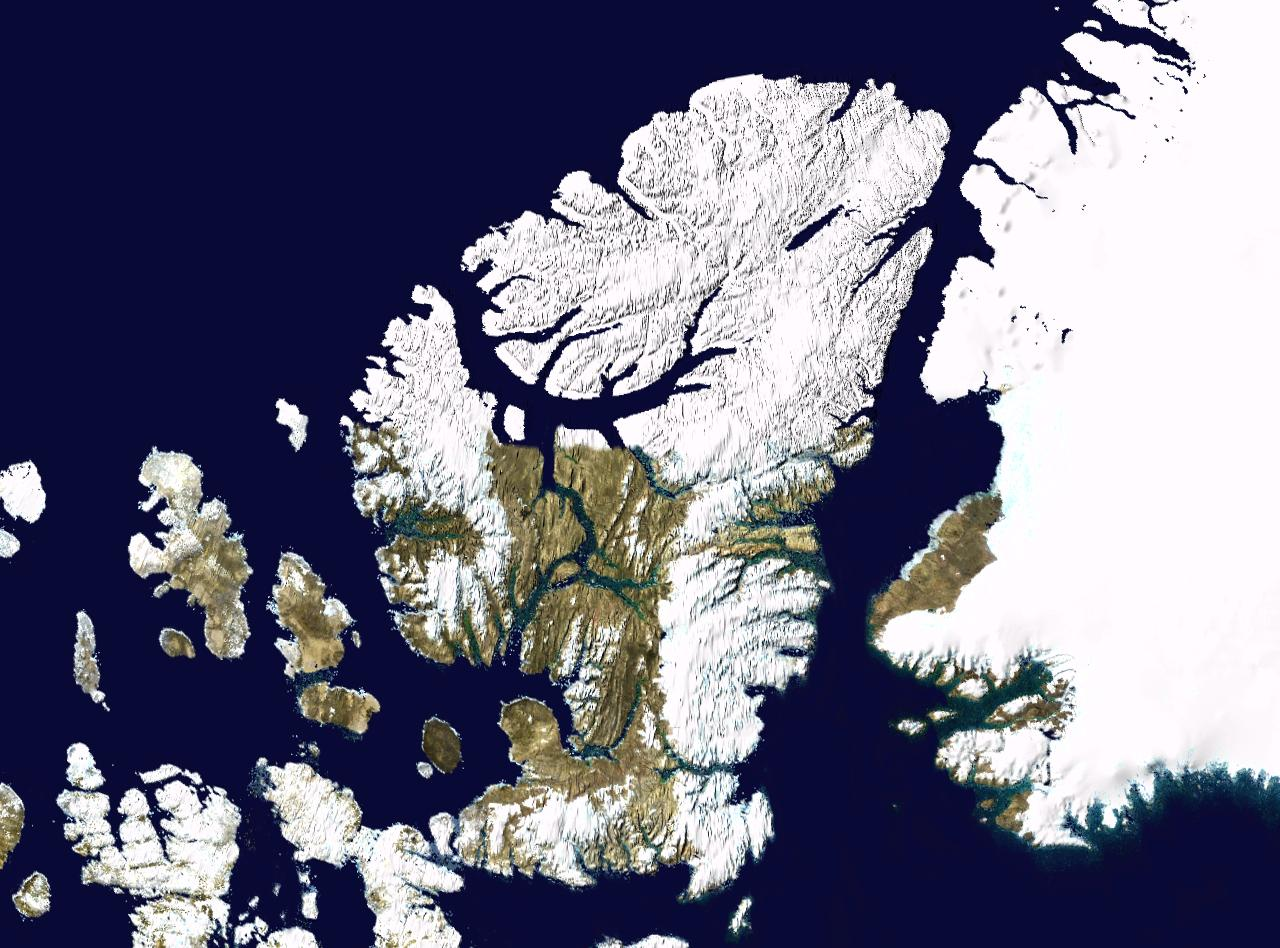